# A Estrada
A Estrada település Spanyolországban, Pontevedra tartományban. A Estrada Padrón, Teo, Vedra, Boqueixón, Silleda, Forcarei, Cerdedo-Cotobade, Campo Lameiro, Cuntis, Valga és Pontecesures községekkel határos. Lakosainak száma 20 139 fő (2024).

## Népesség
A település népességének változása:
| Lakosok száma | 22 216 | 22 217 | 21 908 | 21 880 | 21 657 | 21 197 | 20 700 | 20 479 | 20 106 | 20 139 |
|               | 2001   | 2004   | 2007   | 2009   | 2012   | 2014   | 2017   | 2019   | 2022   | 2024   |